# Karakalpakistan
Karakalpakistan (usbec: Qoraqalpog'iston Respublikasi o Қорақалпоғистон Республикаси; karakalpak: Қарақалпақстан Республикасы o Qaraqalpaqstan Respublikası) és una república autònoma de l'Uzbekistan. Ocupa tota la part occidental de l'Uzbekistan. La capital és Nukus (Karakalpak: Nökis). Té 160,000 km². Cobreix el territori tradicional de Coràsmia. En temps antics, en la literatura persa, l'àrea era coneguda com a "Kāth".

## Orografia
La regió oriental forma part del desert de Kyzylkum; a la regió central hi ha la vall i el delta de l'Amudarià, que desemboca a la mar d'Aral, la qual ocupa la regió nord-oriental de la república. L'aridesa (110 mm de precipitacions anuals) és el factor predominant del clima.

## Població
Segons dades del cens soviètic del 1989, que no han variat gaire, la població era, segons el seu origen ètnic, 31% karakalpaks, 30,3% usbecs, 26,5% kazakhs, 5,6% turcmans, 3,4% russos, 1,2% coreans, 1,1% tàtars, 0,26% ucraïnesos i 0,64% altres.

## Història
Aquesta tribu (en turc "barrets negres") era inicialment una sotsdivisió dels kazakhs, ja diferenciada pels caps Sirdaq I (fl. 1630), Sirdaq II i Khusru, que durant el segle xvii s'establí als marges del Syrdarja, on el 1694 va rebre una ambaixada rússa de Skibin i Troixkin. El seu kan, Abul Muzzafar Sa'edat 'Inayat Muhammad Bahadur (conegut com a Ka'ip Khan I, 1717-1740), va signar el 1722 un pacte amb Vernixin i Pere I el Gran, respectat pel seu successor Batir Ghani Beg (1740-1747) i Ka'ip Khan II (1747-1757)
Tot i així, el 1743 foren atacats pels kazaks, raó per la qual els tura (prínceps) s'aliaren amb el Kanat de Bukhara, i unes 3.000 famílies s'establiren a Samarkanda, Taixkent i Fergana, on encara hi viuen els seus descendents. El 1756 Talgai ogly Dzhien Zhrau escriví les epopeies Alpamysh i Maspatxa sobre el seu trasllat forçós a Coràsmia.
Cap al 1811 foren sotmesos per Muhammad Rakhim I de Khiva, però el 1827 es revoltaren contra ell i fugiren a Fergana. El 1855-1873 el cabdill rebel Ir Nazar Bi es proclamà kan a l'Aral i lluità contra Rússia i Khiva fins que fou sotmès pels cosacs.
El 1920 formaren part de la República Socialista Soviètica de Kirghisia, i el 1924 fou escenari de la revolta del basmaci Junaid Khan. L'11 de maig de 1926 fou creada la regió autònoma (Oblast autònom) dins l'RSS del Kazakhstan; el 20 de març de 1932 va esdevenir República Socialista Soviètica Autònoma de Karakalpakistan amb capital a Nukus i el 5 de desembre de 1936 agregada a l'RSS de l'Uzbekistan de la que constituí el 37% del territori. El desembre del 1990 el Soviet Suprem va proclamar la sobirania que incloïa la possibilitat d'independència si era aprovada en referèndum. El 1991, un cop independitzada la República de l'Uzbekistan, mantingué el seu estatut de República Autònoma.

## El nacionalisme karakalpak
La constitució de 1993 va establir la mateixa possibilitat d'organitzar un referèndum d'independència, però la constitució de l'Uzbekistan reserva al parlament de l'estat el dret a decidir sobre l'organització d'aquest referèndum. Els karakalpaks són la cinquena ètnia al país, per darrere d'uzbeks, kazakhs, turcmans i russos, i a la seva república són un terç de la població (1.200.000 habitants en total, 400.000 karakalpaks).
Una part dels karakalpaks es consideren uzbeks i diuen que la seva ètnia fou creada per Stalin per dividir els uzbeks; en general els interessos karakalpaks tenien el suport dels kazakhs, anomenats oralman, però en els darrers anys el govern del Kazakhstan va afavorir l'emigració al seu territori i en els deu anys darrers uns dos-cents mil kazakhs de Karakalpakia (i altres de Mongòlia i Xina) han emigrat cap a la mare pàtria.
El nacionalisme karapalpak va sorgir a la meitat dels anys vuitanta. El fundador del moviment fou l'economista de Nukus, Marat Aralbaev, que va fundar el Halk Mapi (Interès del Poble) però el moviment va quedar enfosquit pel greu problema mediambiental de la mar d'Aral, que ha reduït la seva superfície un 65% en els darrers 60 anys a causa de l'aprofitament dels rius sobretot l'Amu Darya i que fou objecte d'assajos d'armes biològiques per l'exèrcit soviètic; a més la salinització de les aigües ha matat a moltes de les espècies que hi vivien i a la flora de la regió. L'empobriment de la població fou general i els problemes polítics van passar a segon terme.
El descobriment al començament del segle XXI de grans reserves petrolieres (1,7 trilions de metres cúbics de gas natural i 1,7 milions d'hidrocarburs líquids) ha fet que darrerament la joventut hagi començat a donar suport a la independència i el Partit del Renaixement Nacional del Karakalpakstan Lliure va acusar (2008) al govern de genocidi i en general els nacionalistes acusen al govern uzbek d'afavorir el subdesenvolupament. Pel seu cantó els uzbeks encara presenten diferències regionals que fa que no presentin un front comú contra les tendències independentistes, el que podria afavorir una desestabilització del país: els uzbeks de la vall de Fergana es distingeixen dels uzbeks dels districtes del sud (Surkhandaryo i Qashqadaryo), i aquests dels uzbeks de Coràsmia a l'occident.